# Aeropuerto de Hikueru
El aeródromo de Hikueru (código AITA : HHZ • código OACI : NTGH) es un aeródromo situado el atolón de Hikueru en el archipiélago de los Tuamotu en Polinesia Francesa. Da servicio al municipio de Hikueru. 

## Compañías y destinos
- Air Tahiti - Papeete

- Datos: Q14955955